# Będków (Tomaszów Mazowiecki)
Pour les articles homonymes, voir Będków.
Będków est une localité polonaise, siège de la gmina de Będków, située dans le powiat de Tomaszów Mazowiecki en voïvodie de Łódź.